# Eragrostis vatovae
Eragrostis vatovae är en gräsart som först beskrevs av Emilio Chiovenda, och fick sitt nu gällande namn av Sylvia Mabel Phillips. Eragrostis vatovae ingår i släktet kärleksgrässläktet, och familjen gräs.
Artens utbredningsområde är Somalia. Inga underarter finns listade i Catalogue of Life.